# Michniewo (stacja kolejowa)
Michniewo (ros. Михнево) – węzłowa stacja kolejowa w miejscowości Michniewo, w rejonie stupińskim, w obwodzie moskiewskim, w Rosji. Węzeł linii Moskwa – Urazowo/Pawielec z Wielkim Pierścieniem Kolei Moskiewskiej.

## Historia
Stacja powstała w XIX w. na drodze żelaznej moskiewsko-pawieleckiej, pomiędzy stacjami Barybino i Żylowo.

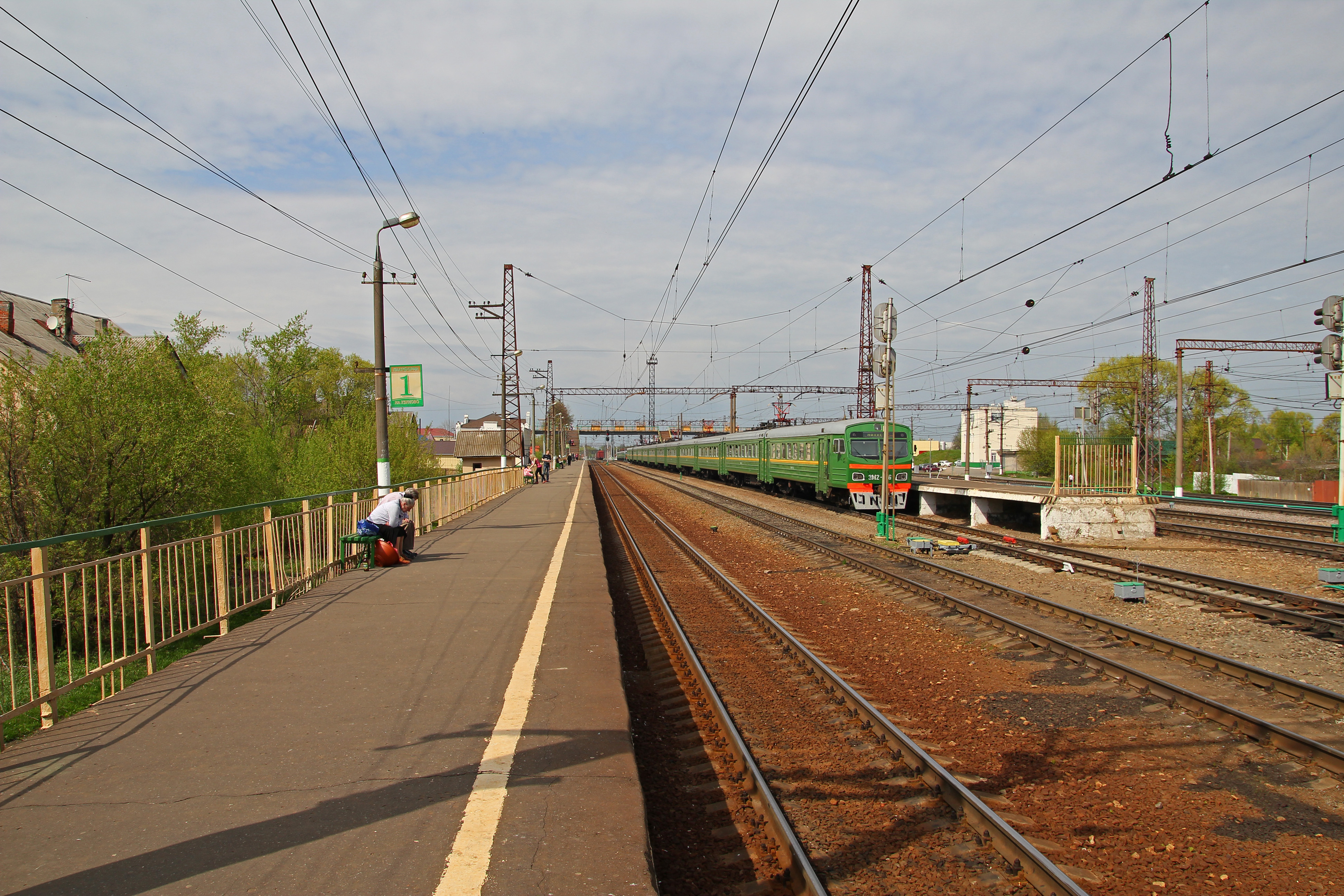
widok w stronę Moskwy